# Dymitr (Sziolaszwili)
Dymitr, imię świeckie Dawid Sziolaszwili (ur. 16 lutego 1961 w Mcchecie) – gruziński biskup prawosławny.

## Życiorys
Ukończył seminarium duchowne w Mcchecie, a następnie Moskiewską Akademię Duchowną, w której uzyskał w 1986 tytuł kandydata nauk teologicznych – dysertację końcową poświęcił wczesnej historii Gruzińskiego Kościoła Prawosławnego. Święcenia diakońskie przyjął jeszcze jako student, w 1985, rok później został kapłanem. Służył w cerkwi św. Mikołaja w Batuni, następnie w Kachetii. W latach 1987–1988 wykładał liturgikę w Akademii Duchownej w Tbilisi. W 1989 otrzymał godność protoprezbitera i rozpoczął służbę duszpasterską w soborze Narodzenia Matki Bożej w Batumi. W Adżarii z powodzeniem prowadził działalność misyjną wśród miejscowej ludności muzułmańskiej i wśród ateistów. Był pierwszym rektorem gimnazjum św. Andrzeja w Hulo – pierwszej religijnej szkoły średniej w ZSRR otwartej w 1991. Od 1993 kierował, także jako rektor, seminarium duchownym św. Jana Teologa w Batumi.
W 1996 złożył wieczyste śluby mnisze, przyjmując imię Dymitr. W tym samym roku został podniesiony do godności archimandryty i nominowany na biskupa batumskiego. Jego chirotonia biskupia odbyła się w tym samym roku, siedem lat później otrzymał godność arcybiskupią, zaś w 2007 – godność metropolity. Od 2009 w jego jurysdykcji pozostają także etnicznie gruzińskie parafie prawosławne w Ameryce Północnej.